# Campionat d'Espanya de motocròs 2005
La temporada de 2005 del Campionat d'Espanya de motocròs fou la 47a edició d'aquest campionat, organitzat per la Reial Federació Motociclista Espanyola.

## Classificació final

### MX2
| Posició | Pilot                 | Motocicleta | Punts |
| ------- | --------------------- | ----------- | ----- |
| 1       | Xavier Hernández      | Yamaha      | ?     |
| 2       | Carlos Campano        | KTM         | ?     |
| 3       | Francisco José Millán | ?           | ?     |
| 4       | ?                     | ?           | ?     |
| 5       | ?                     | ?           | ?     |
| 6       | ?                     | ?           | ?     |
| 7       | ?                     | ?           | ?     |
| 8       | ?                     | ?           | ?     |
| 9       | ?                     | ?           | ?     |
| 10      | ?                     | ?           | ?     |

### MX1
| Posició | Pilot              | Motocicleta | Punts |
| ------- | ------------------ | ----------- | ----- |
| 1       | Javier García Vico | Honda       | ?     |
| 2       | Aarón Bernárdez    | ?           | ?     |
| 3       | Jonathan Barragán  | ?           | ?     |
| 4       | Jordi Viladoms     | ?           | ?     |
| 5       | Álvaro Lozano      | KTM         | ?     |
| 6       | ?                  | ?           | ?     |
| 7       | ?                  | ?           | ?     |
| 8       | ?                  | ?           | ?     |
| 9       | ?                  | ?           | ?     |
| 10      | ?                  | ?           | ?     |

## Categories inferiors
Font:
| Campionat           | Guanyador             | Motocicleta |
| ------------------- | --------------------- | ----------- |
| Júnior 125cc        | José Luis Martínez    | Yamaha      |
| Cadet 85cc          | José Antonio Butrón   | Yamaha      |
| Trofeu Juvenil 85cc | Francisco David Pérez | KTM         |
| Trofeu Alevins 65cc | Rafael Aguilar        | KTM         |